# رابرت اسکوبل
رابرت اسکوبل (انگلیسی: Robert Scoble؛ زادهٔ ۱۸ ژانویهٔ ۱۹۶۵) وبلاگ‌نویس، نویسنده، دانشمند رایانه، پادکست‌ساز، و تهیه‌کننده تلویزیونی اهل ایالات متحده آمریکا است.
او بخاطر انتشار مطالبی که در مورد تکنولوژی‌های جدید در زمانی که در ماکروسافت تصدی داشت، به شهرت رسید.
او همچنین به عنوان ویدئو بلاگر برای شرکت‌هایی از قبیل رکسپیس تکنالوجی و فست کامپانی کار کرده‌است.